# Barde

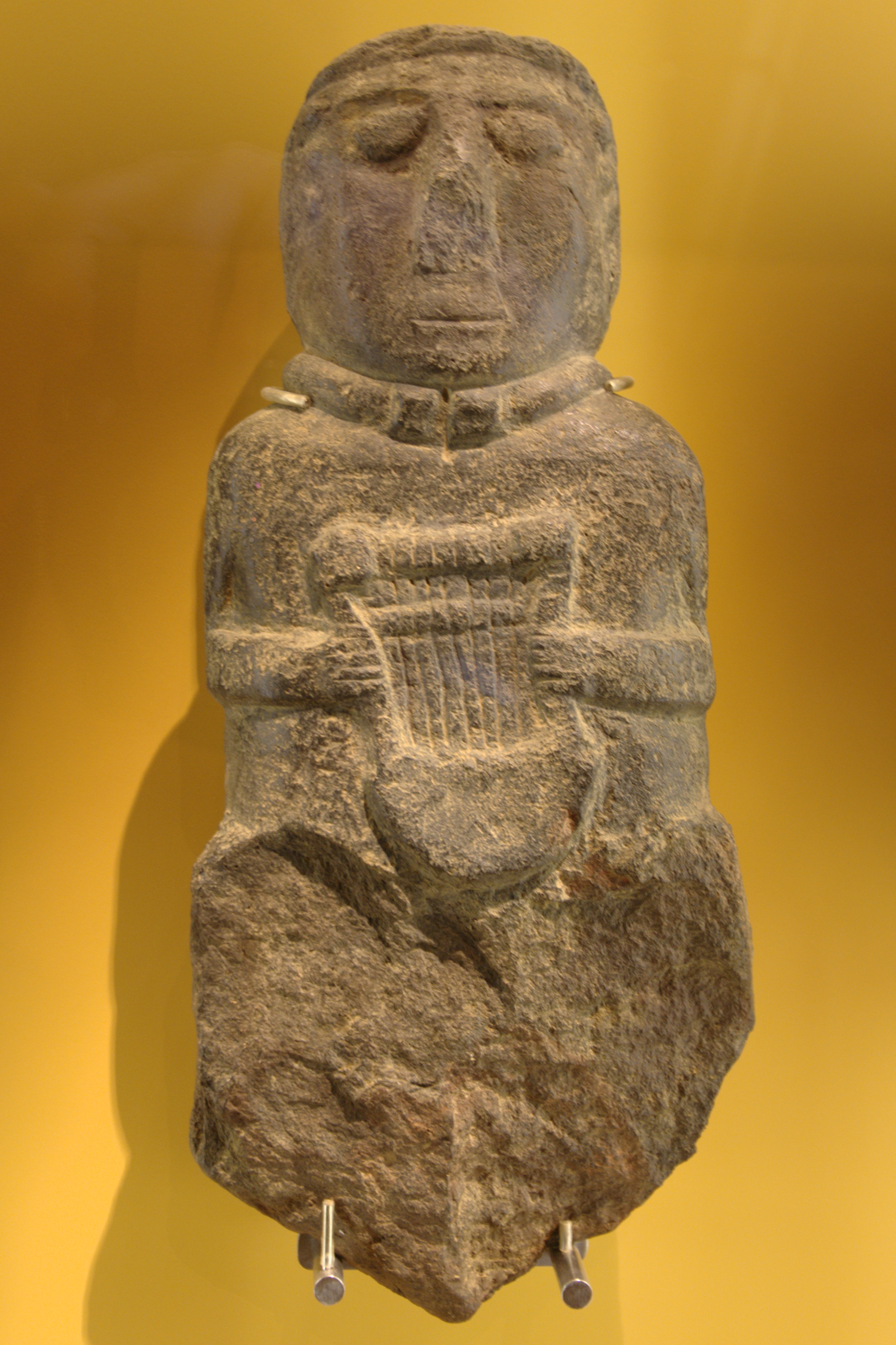
Statue eines Barden mit einer Leier aus der Latènezeit. Fundort Paule-Saint-Symphorien, 2. Jahrhundert v. Chr.

Als Barden (altkeltisch Bardos, irisch und schottisch-gälisch Bard, walisisch Bardd, bretonisch Barzh) bezeichnet man im engeren Sinne Dichter und Sänger des keltischen Kulturkreises. Im weiteren Sinne können auch singende Dichter aus anderen Kulturen oder, in übertragenem Gebrauch, moderne Sänger so genannt werden. Die früheste Erwähnung keltischer Barden findet sich bei Diodorus Siculus und Strabo, die sie gemeinsam mit den Druiden und Vates erwähnen. Bekannt wurden aus der Literatur der Barde Ossian aus James Macphersons gleichnamiger Dichtung und der Barde Troubadix als Comicfigur in der Asterix-Serie von René Goscinny und Albert Uderzo.

## Antike
Poseidonios sieht in den Barden Höflinge der keltischen Fürsten und vergleicht sie mit den griechischen Rhapsoden. Die Barden erscheinen hauptsächlich als Dichter, Sänger, Musiker (auf der „Krotta“ oder Leier) und Lobpreiser, ihre genaue Beziehung zu Druiden und Vaten bleibt im Dunkeln. Jedoch sind sich die Autoren dahingehend einig, dass den Barden nicht das Recht zustand, den Göttern zu opfern, weshalb sie nicht zur Priesterklasse zu zählen sind. Der griechische Philologe Hesychios von Alexandria schreibt Βαρδοί ἀοιδοί παρά Γαλάταις (Bardoí aoidoì parà Galátais „Die Barden sind die Sänger der Galater“ [i. e. Kelten]) und der römische Grammatiker Sextus Pompeius Festus sagt von ihnen:
Bardus Gallice cantor appellantur, qui virorum fortium laudes canit.
(„Die Gallier bezeichnen als Barden den Sänger, der das Lob tapferer Männer singt.“)

## Spätantike und frühes Mittelalter
In der Spätantike verlieren sich Berichte über keltische Barden. Es ist nicht klar, inwiefern sie in der gallo-römischen und romano-britischen Epoche eine wichtige Rolle gespielt haben. Teilweise wird ein Einfluss der Barden auf die Dichter der Völkerwanderungszeit angenommen; jedoch bleiben schriftliche Quellen hier eine genaue Erklärung schuldig. Die frühe irische Sage erwähnt Barden als Musiker und Dichter an den Höfen der irischen Könige. Sie treten allerdings in ihrem Ansehen hinter die Angehörigen der Filid zurück bzw. teilweise verschwimmen beide Berufsbezeichnungen. Es ist nicht klar, ob die überlieferten höfischen Berufe wie der Cainte („Sänger“), Cruitire („Harfner“), Scélaige („Geschichtenerzähler“) oder Corrguinecht („Satiriker“) Angehörige der Barden oder Filidh oder überhaupt gänzlich andere Berufszweige bezeichnen. Der Críth Gablach („Der gegabelte Kauf“) kennt jedoch die Unterscheidung zwischen unfreien und freien Barden (Doebaird und Soerbaird) sowie ein Gradsystem, das den sieben Graden der Weisheit bei den Filidh entspricht:
| sóerbaird                                 | doebáird                                |
| rigbárd („königlicher Barde“)             | culbárd („Schutzbarde“)                 |
| anruth báirdne („Meister des Bardentums“) | sruthbárd („Fluss-Barde“)               |
| sruth di aill („Flut des Felsens“)        | bárd lorge („Ast-Barde“)                |
| tigernbárd („Fürstenbarde“)               | driseoc oder drisbárd („Stachel-Barde“) |
| admall („sehr langsamer“)                 | cromluatha („schneller Kreis“)          |
| túathbárd („Stammesbarde“)                | sirti ui („Reisender Dichter“)          |
| bóbárd („Vieh-Barde“)                     | rindaid („Verletzender“)                |
| bárd áne („Adelsbarde“)                   | longbárd („Gefäß-Barde“)                |

Im britannischen Frühmittelalter tauchen die Barden wieder in der schriftliche Überlieferung auf, als der Barde zu einem Hofbeamten wird. In Wales, wo die Barden als Orden unter dem Namen Bardd Teulu organisiert waren, war es jedem Pencerdd (gelehrter Poet), der neun Jahre lang studiert hatte, gestattet, einen Barden auszubilden.

## Hochmittelalter
Das Hochmittelalter gilt als Hochzeit des schriftlich überlieferten Bardentums. Der Barde wurde in Wales und anderen Orten Britanniens der Titel eines Hofbeamten. In Irland wurden zahlreiche Bardenschulen gegründet, wodurch die keltische Dichtung und Musik einen großen Aufschwung erfuhr. Ab dem 12. Jahrhundert gab es große Dichtertreffen, die sogenannten Eisteddfoddau; die Barden dieser Zeit waren unter dem Namen gogynfeirdd („frühe Dichter“) bekannt.

## Frühe Neuzeit
Auf die mittelalterlichen Bardenschulen oder Bardenwettstreite der Renaissance geht u. a. das walisische Eisteddfod zurück, ein jährlich stattfindendes großes Musik- und Literaturfestival. In der Neuzeit wurden in Wales, Cornwall und der Bretagne Bardenvereinigungen (Gorsedd) gegründet, um Traditionen in Dichtung und Musik zu pflegen und die keltische Sprache wiederzubeleben. Des Weiteren übernahm das moderne Druidentum den Begriff „Barde“, um ihren ersten Grad (°1) vor dem Ovaten (°2) und Druiden (°3) zu bezeichnen.

## Archäologische Nachweise
Der archäologische Nachweis der Barden gestaltet sich schwierig. Aus der Hallstattzeit sind Situlen erhalten, die Musiker zeigen, welche auf Lyra, Panflöte (Syrinx) Einzel- und Doppelhornpfeife spielen. Jedoch ist nicht völlig geklärt, ob es sich bereits um keltische Musiker und somit um Barden handelt. Die La-Tène-Zeit kennt einige Darstellungen von Menschen mit Saiteninstrumenten, wie die Skulptur von Paule-Saint-Symphorien in der Bretagne, bei denen es sich um musische Gottheiten oder um Barden handeln könnte.
Weitere keltische Instrumente, die nachgewiesen wurden, sind Knochenflöten, Knochenpfeifen und Naturtrompeten (aus Horn, Ton oder Bronze) sowie die als Carnyx bekannte „Kriegstrompete“. Es wurden aus keltischer Zeit auch Schellen, Rasseln, Glöckchen und Klapperbleche gefunden. In Frankreich, in Malemort (Corrèze), wurden Fragmente einer eisenzeitlichen Tontrommel aus der Zeit zwischen dem 1. Jahrhundert v. Chr. und dem 1. Jahrhundert n. Chr. gefunden.
Aus dem Mittelalter sind hingegen zahlreiche Harfen und andere Instrumente erhalten geblieben. Dazu gehören die Cruith (oder Chrotta), verschiedene Formen der Croth (oder Rotte), die Clairseach und die Telyn (eine walisische Dreichor-Harfe). Ferner gab es verschiedene Varianten von Flöten wie Doppelflöte und Dreifachflöte, die Buinne (Rohrblattinstrument, Flöte, Jagdhorn?) und eine Form der Blockflöte und die Stoc oder Sturgan, eine Form der Trompete. Andere Quellen erwähnen außerdem Instrumente, die der Oboe und der Kithara geähnelt haben könnten. Im Mittelalter wurde außerdem erstmals der Tinne oder Dudelsack vom Festland eingeführt, der sich in verschiedenen Varianten schnell verbreitete und wohl die alten Hornpfeifen und die Karnyx in ihrer Funktion ersetzte.
Erwähnenswert ist auch der Timpan (Tiompán), ein 3–8 saitiges Zupf- und Streichinstrument, das einer Lyra, eventuell sogar einem Banjo geähnelt haben könnte.

## Musik und Dichtung
Aus der Antike und Spätantike sind keinerlei Überlieferungen über bardische Musik und Dichtkunst erhalten. Anhand der Darstellungen auf Situlen und Steinplastiken wäre der Barde der Antike vor allem ein Solist gewesen, der seinen eigenen Gesang auf dem Saiteninstrument begleitete. Doch zeigen hallstattzeitliche Situlen auch das Zusammenspiel verschiedener Instrumente wie z. B. Syrinx, Lyra und Hornpfeifen. Anhand verschiedener etymologischer Bezeichnungen für Gesang wie „Galan“ und „Barditus“ nimmt man unterschiedliche Gesangsstile an, die von Stimmlagen vom Bariton bis zum Falsett ausgeführt wurden. Eine Interpretation der altkeltischen Musik wird u. a. von der Wiener Gruppe Imbraxton bzw. dem Nachfolgeprojekt Cantlon betrieben. Der Brite John Kenny ist der erste neuzeitliche Interpret der die altkeltische Carnyx wieder gebraucht.
Nach der irischen Sage werden unterschiedliche musikalische Gattungen und bardische Dichtungsstile genannt, die sich voneinander durch zunehmende ,Dunkelheit‘ unterschieden.
Aus dem Mittelalter sind zahlreiche bardische Lieder und Gedichte aus Britannien und Irland erhalten geblieben, die eine ausgefeilte Dichtung mit verschiedenen anspruchsvollen Reim- und Stabreim-Schemata bezeugen. Da mittelalterliche Partituren nicht erhalten blieben, bleibt die Beschreibung der musikalischen Stilistik auf historische Quellen angewiesen. Laut Zeitgenossen war die irische Harfenmusik des Mittelalters von raschen Tempi geprägt, kraftgeladen, von großer Präzision und ausgefeilter Komposition. Einen Überrest alter keltischer Gesänge stellt möglicherweise der Sean-nós-Gesang dar. Im Alpenraum wird auch das Jodeln mit der keltischen Kultur in Verbindung gebracht.

## Barden in der Gegenwartskultur
Die Comicfigur Troubadix aus den französischen Asterix-Comics von René Goscinny und Albert Uderzo ist eine karikierte Verkörperung des historischen keltischen Barden.
Im übertragenen Sinne – und in manchen Sprachen wie dem Russischen – bezeichnet man auch Liedermacher als Barden. So bezeichnet sich auch ein Open-Air-Musikfestival in Nürnberg als Bardentreffen. In Blaubeuren wird jährlich der Blaubeurer Bardentreff ausgetragen. 
Gelegentlich spricht man auch bei singenden Komikern wie Otto Waalkes von „Blödelbarden“. Die Potsdamer Band Hasenscheisse besingt die Barden in einem Lied Die Waden eines Barden auf dem Album Für eine Handvoll Köttel.
Die ukrainische Entsprechung eines Barden ist der Kobsar.

## Berühmte Barden

### Irland
- Owen Roe O’Sullivan (1748–1782)
- Dallán Forgaill
- Dómhnall Mac Mhuirich (um 1745)
- Fearflatha Ó Gnímh (um 1540–1640)
- Turlough O’Carolan (1670–1738)

### Schottland
- Rob. Mackay (1714–78)

### Wales
- Blwchbardd (6. Jahrhundert)
- Cadwallon (6. Jahrhundert)
- Cian (Gwenith Gwawd) (6. Jahrhundert)
- Dafydd ab Gwilym (um 1320–1370)
- Talhearn Tad Awen (6. Jahrhundert)

### Pseudo- und Halbhistorische Barden
- Amergin
- Aneirin (um 6. Jahrhundert)
- Myrddin (auch: Merlin, um 540)
- Taliesin (um 534 – um 599)

### Sagenhafte, mythische und fiktive Barden
- Abhcan (Barde und Hafner des Dagda aus der irischen Sage)
- Belenus (keltischer Gott der Gallier, trägt als Gott der Kithara-Spieler den Beinamen „Cithareus“)
- Coirpre (Barde und Satiriker der Tuatha de Danaan aus der irischen Sage)
- Gentraiges, Goltraiges und Suatraiges (Drei Brüder, Söhne des Nechtan, die drei Formen irischer Dichtung repräsentieren)
- Grannus (Keltischer Gott der Heilung und der heißen Quellen der mit einer Lyra als Sänger dargestellt wurde)
- Uaithne (Barde der Tuathe de Danaan und Sänger des Dagda)
- Beedle (Barde aus Joanne K Rowlings Buch Die Märchen von Beedle dem Barden)
- Troubadix (Barde aus der Comicreihe Asterix der Gallier)
- Rittersporn (Barde aus Andrzej Sapkowskis Geralt-Saga)